# Teesport
De Teesport is een grote zeehaven in het noordoosten van Engeland. De haven ligt in de unitary authority Redcar and Cleveland in het ceremonieel graafschap North Yorkshire. Het is de vijfde haven in het Verenigd Koninkrijk gemeten naar het overslagvolume.
De haven is in handen van DP Ports en ligt zo’n twee kilometer landinwaarts van de Noordzee en zes kilometer ten oosten van Middlesbrough. De haventoegang, in de monding van de rivier Tees, wordt niet gehinderd door sluizen en bruggen. Per jaar wordt hier zo’n 28 miljoen ton aan lading overgeslagen. De lading betreft bulkgoederen, zoals ijzererts, aardolie, olieproducten, chemische producten, containers en stukgoed, inclusief roll-on-roll-off.

## Geschiedenis
Middlesbrough Docks was in de 19e eeuw al belangrijk voor de overslag van steenkool. De Stockton and Darlington Railway legde in 1830 een spoorlijn aan gericht op het transport van steenkool naar de haven. Deze spoorlijn eindigde in Port Darlington in Middlesbrough. Dit verhoogde het volume aanzienlijk. In 1850 werd ijzererts ontdekt in de Cleveland Hills. In combinatie met de beschikbaarheid van steenkool trok dit staalindustrie aan en de producten werden deels via de haven afgevoerd. In 1874 was Middelsbrough de grootste producent van ijzer in het land, hier werd een derde van het landelijke totaal geproduceerd. De schepen werden steeds groter waardoor de havens ver van de kust in de problemen kwamen, zo ook Middlesbrough Docks.
De eerste faciliteit op de huidige locatie van Teesport was een depot van de Royal Navy. Deze werd in de Eerste Wereldoorlog aangelegd. De marinehaven bood plaats aan zes Britse onderzeeërs die vooral actief waren op de Noordzee. De commerciële havenfaciliteiten lagen nog altijd verder stroomopwaarts bij Middlesbrough Docks. In de jaren 1920 werden de slaapzalen van de Royal Navy omgebouwd tot 38 huizen die de basis vormden voor een kleine gemeenschap genaamd Teesport. Tot en met de Tweede Wereldoorlog gebeurde er weinig al kreeg de omgeving wel een industriële bestemming waardoor bewoners uit Teesport vertrokken.
In 1946 werd de haven genationaliseerd. Na de oorlog werd de verdere ontwikkeling van Port Darlington en Middlesbrough Docks gehinderd door de bevolking die dicht bij de havens woonde. De commerciële bedrijven zochten naar uitbreidingsmogelijkheden en vonden deze bij Teesport. In 1953 werd voor het eerste meer dan zes miljoen ton aan lading overgeslagen.
De havenontwikkeling kwam in een stroomversnelling met de olievondsten op de Noordzee in de jaren zestig. Philips Petroleum had het Ekofisk-olieveld ontdekt en tussen 1965 en 1968 werden drie olieraffinaderijen gebouwd in Teesport. De eerste twee raffinaderijen werden gezamenlijk ontwikkeld en geëxploiteerd door Phillips Petroleum en chemiebedrijf ICI aan de noordkust van de rivier Tees bij de North Tees Works. De derde raffinaderij werd in 1968 gebouwd in opdracht van Royal Dutch Shell en deze kwam op de zuidoever van de Tees. De havens werden afgestemd op het transport met grote tankers en schepen. 
In 1980, met de ontdekking van de gasvelden in de Noordzee, werd een 350 kilometer lange pijpleiding aangelegd tussen Ekofisk en Seal Sands op de noordoever van de Tees. De Shell raffinaderij werd in 1989 stilgelegd en later geheel gesloten. Alleen de opslagtanks zijn behouden en maken onderdeel uit van een brandstofdepot.
In 1966 besloot de regering de havenactiviteiten onder te brengen in Tees and Hartlepool Port Authority (THPA). In 1992 werd THPA geprivatiseerd en kwam in handen van Powell Duffryn Plc, 3i Group en Humberside Holdings Limited. In 1995 had Powell Duffryn Plc de twee partners uitgekocht en was daarmee de enige eigenaar geworden. Powell Duffryn ging op in DP Ports die nog altijd de eigenaar is van Teesport.